# Doslidnyzke
Doslidnyzke (ukrainisch Дослідницьке; russisch Дослидницкое Doslidnizkoje) ist eine Siedlung städtischen Typs in der ukrainischen Oblast Kiew mit etwa 1900 Einwohnern (2019).

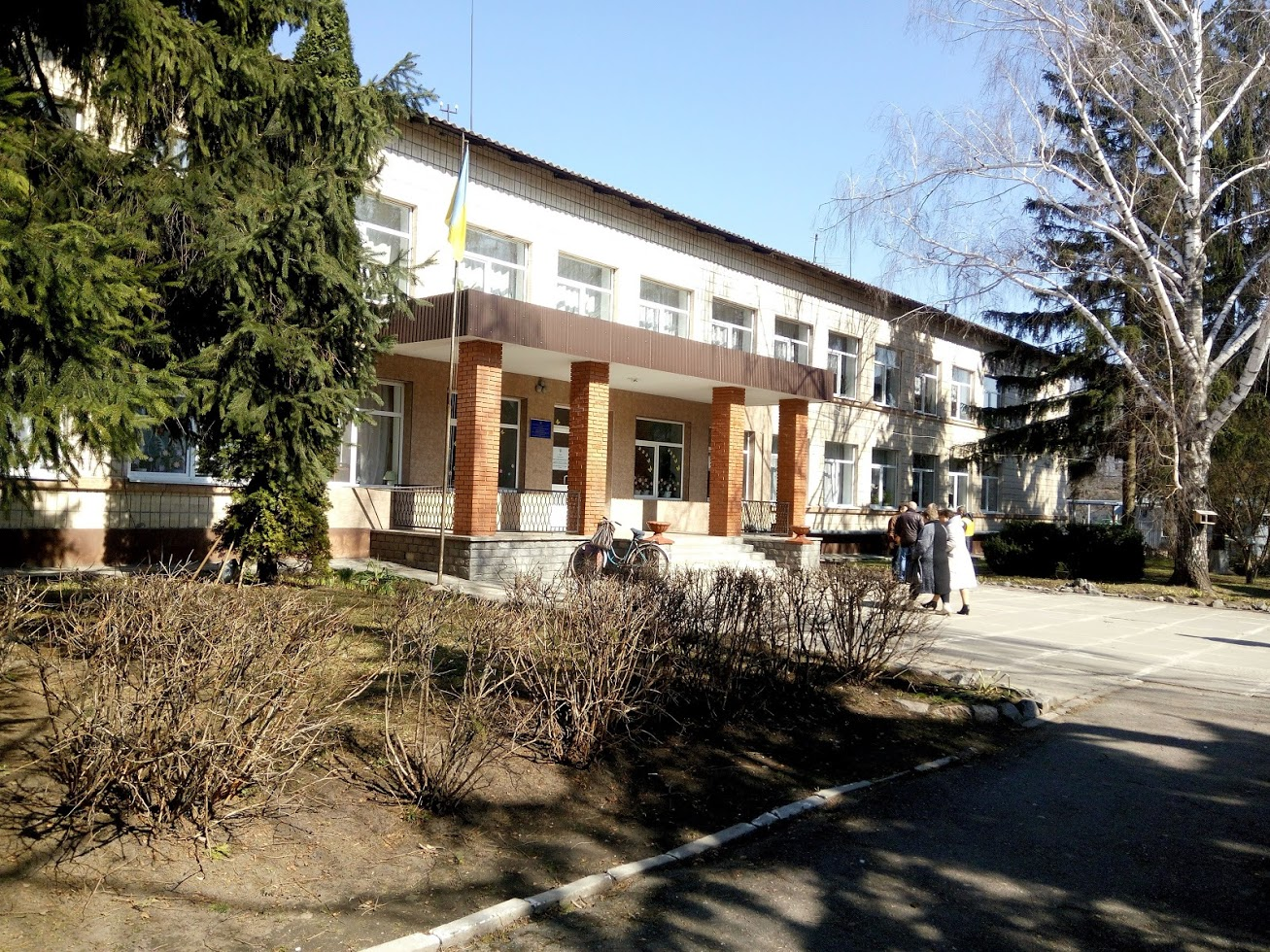
Schule im Ort

Die 1948 gegründete Ortschaft erhielt 1984 den Status einer Siedlung städtischen Typs liegt südlich von Hrebinky nahe der Fernstraße M 05 und 21 km nördlich der Großstadt Bila Zerkwa.
Am 12. Juni 2020 wurde die Siedlung ein Teil der neugegründeten Siedlungsgemeinde Hrebinky, bis dahin bildete sie die gleichnamige Siedlungsratsgemeinde Doslidnyzke (Дослідницька селищна рада/Doslidnyzka selyschtschna rada) im Süden des Rajons Wassylkiw.
Am 17. Juli 2020 kam es im Zuge einer großen Rajonsreform zum Anschluss des Rajonsgebietes an den Rajon Bila Zerkwa.